# Crêches-sur-Saône
Crêches-sur-Saône é uma comuna francesa na região administrativa de Borgonha-Franco-Condado, no departamento de Saône-et-Loire. Estende-se por uma área de 9,33 km². Em 2010 a comuna tinha 3 122 habitantes (densidade: 334,6 hab./km²).